# Kardynałowie z nominacji Klemensa XII
Papież Klemens XII (1730–1740) mianował 35 nowych kardynałów na 15 konsystorzach:

## 14 sierpnia 1730

### Nominacjain pectore, opublikowana 11 grudnia 1730
1. Neri Maria Corsini, bratanek papieża, sekretarz ds. Memoriałów – kardynał diakon S. Adriano (tytuł nadany 8 stycznia 1731), następnie kardynał diakon S. Eustachio (6 maja 1737), zm. 6 grudnia 1770

## 2 października 1730
1. Alessandro Aldobrandini, tytularny arcybiskup Rodi, nuncjusz w Hiszpanii – kardynał prezbiter Ss. IV Coronati (tytuł nadany 3 września 1731), zm. 14 sierpnia 1734
2. Girolamo Grimaldi, tytularny arcybiskup Edessy – kardynał prezbiter S. Balbina (tytuł nadany 3 września 1731), zm. 18 listopada 1733
3. Bartolomeo Massei, tytularny arcybiskup Aten, nuncjusz we Francji – kardynał prezbiter S.Agostino (tytuł nadany 8 stycznia 1731)
4. Bartolomeo Ruspoli, sekretarz Kongregacji Propaganda Fide – kardynał diakon Ss. Cosma e Damiano (tytuł nadany 22 listopada 1730), zm. 21 maja 1741

## 24 września 1731
1. Vincenzo Bichi, tytularny arcybiskup Laodycei – kardynał prezbiter S. Pietro in Montorio (tytuł nadany 31 marca 1732), następnie kardynał prezbiter S. Lorenzo in Panisperna (16 grudnia 1737), kardynał prezbiter S. Matteo in Merulana (29 sierpnia 1740), kardynał prezbiter S. Silvestro in Capite (20 maja 1743), kardynał biskup Sabiny (23 września 1743), kardynał biskup Frascati (10 kwietnia 1747), zm. 11 lutego 1750
2. Sinibaldo Doria, arcybiskup Benewentu – kardynał prezbiter S. Girolamo degli Schiavoni (tytuł nadany 17 grudnia 1731), zm. 2 grudnia 1733
3. Giuseppe Firrao, arcybiskup Aversy – kardynał prezbiter S. Tommaso in Parione (tytuł nadany 19 listopada 1731), następnie kardynał prezbiter S. Croce in Gerusalemme (29 sierpnia 1740), zm. 24 października 1744
4. Antonio Saverio Gentili, tytularny arcybiskup Petry, datariusz papieski – kardynał prezbiter S. Stefano al Monte Celio (tytuł nadany 19 listopada 1731), następnie kardynał biskup Palestriny (10 kwietnia 1747), zm. 13 marca 1753
5. Giovanni Antonio Guadagni OCD, biskup Arezzo – kardynał prezbiter Ss. Silvestro e Martino (tytuł nadany 17 grudnia 1731), następnie kardynał biskup Frascati (23 lutego 1750), kardynał biskup Porto e S. Rufina (12 stycznia 1756), zm. 15 stycznia 1759

## 1 października 1732
Kościoły tytularne zostały nadane 17 listopada 1732
1. Troiano Acquaviva d’Aragona, tytularny arcybiskup Larissy – kardynał prezbiter Ss. Quirico e Giulitta, następnie kardynał prezbiter S. Cecilia (19 stycznia 1733), zm. 20 marca 1747
2. Agapito Mosca, kleryk Kamery Apostolskiej – kardynał diakon S. Giorgio in Velabro, następnie kardynał diakon S. Agata in Suburra (11 marca 1743), zm. 21 sierpnia 1760

## 2 marca 1733
1. Domenico Riviera, protonotariusz apostolski, sekretarz Świętej Konsulty, krewny Klemensa XI – kardynał prezbiter Ss. Quirico e Giulitta (tytuł nadany 13 kwietnia 1733), następnie kardynał prezbiter Ss. XII Apostoli (2 stycznia 1741), zm. 2 listopada 1752

## 28 września 1733
Kościoły tytularne zostały nadane 2 grudnia 1733.
1. Marcello Passari, tytularny arcybiskup Nazjanzu – kardynał prezbiter S. Maria in Aracoeli, zm. 25 września 1741
2. Giovanni Battista Spinola, wicekamerling i gubernator Rzymu – kardynał diakon S. Cesareo in Palatio, następnie kardynał prezbiter S. Maria degli Angeli (23 września 1743), kardynał biskup Albano (15 listopada 1751), zm. 20 sierpnia 1752

## 24 marca 1734
1. Pompeo Aldrovandi, tytularny patriarcha Jerozolimy, wicekamerling i gubernator Rzymu – kardynał prezbiter S. Eusebio (tytuł nadany 12 kwietnia 1734), zm. 6 stycznia 1752
2. Serafino Cenci, arcybiskup Benewentu – kardynał prezbiter S. Agnese fuori le mura (tytuł nadany 27 czerwca 1735), zm. 24 czerwca 1740
3. Pietro Maria Pieri OSM, generał zakonu serwitów – kardynał prezbiter S. Giovanni a Porta Latina (tytuł nadany 12 kwietnia 1734), zm. 27 stycznia 1743
4. Giacomo Lanfredini, sekretarz Kongregacji Soboru Trydenckiego – kardynał diakon S. Maria in Portico (tytuł nadany 12 kwietnia 1734), zm. 16 maja 1741

## 17 stycznia 1735
1. Giuseppe Spinelli, arcybiskup Neapolu – kardynał prezbiter S. Pudenziana (tytuł nadany 14 marca 1735), następnie kardynał prezbiter S. Maria in Trastevere (25 września 1752), kardynał biskup Palestriny (9 kwietnia 1753), kardynał biskup Porto e S. Rufina (13 lipca 1759), kardynał biskup Ostia e Velletri (13 lipca 1761), zm. 12 kwietnia 1763

## 19 grudnia 1735
1. Luis Antonio Jaime de Borbón y Farnesio, infant Hiszpanii (mianowany w wieku 8 lat) – kardynał diakon S. Maria della Scala; zrezygnował z godności kardynalskiej 18 grudnia 1754, zm. 7 sierpnia 1785

## 20 grudnia 1737

### Nominacje jawne
1. Tomás de Almeida, patriarcha Lizbony Okcydentalnej – kardynał prezbiter bez tytułu, zm. 27 lutego 1754
2. Henri-Osvald de la Tour d’Auvergne de Bouillon, arcybiskup Vienne – kardynał prezbiter S. Callisto (tytuł nadany 16 września 1740), zm. 23 kwietnia 1747
3. Joseph Dominicus von Lamberg, biskup Passawy – kardynał prezbiter S. Pietro in Montorio  (tytuł nadany 16 września 1740), zm. 30 sierpnia 1761
4. Gaspar de Molina y Oviedo OESA, biskup Malagi – kardynał prezbiter bez tytułu, zm. 30 sierpnia 1744
5. Jan Aleksander Lipski, biskup Krakowa – kardynał prezbiter bez tytułu, zm. 20 lutego 1746
6. Carlo Rezzonico, audytor Roty Rzymskiej – kardynał diakon S. Nicola in Carcere (tytuł nadany 27 stycznia 1738), następnie kardynał prezbiter S. Maria in Aracoeli (15 maja 1747), kardynał prezbiter S. Marco (17 lutego 1755); od 6 lipca 1758 papież Klemens XIII, zm. 2 lutego 1769

### Nominacjain pectore, opublikowana 23 czerwca 1738
1. Raniero d’Elci, tytularny arcybiskup Rodi, nuncjusz we Francji – kardynał prezbiter S. Sabina (tytuł nadany 23 lipca 1738), następnie kardynał biskup Sabiny (10 kwietnia 1747), kardynał biskup Porto e S. Rufina (9 kwietnia 1753), kardynał biskup Ostia e Velletri (12 stycznia 1756), zm. 22 czerwca 1761

## 23 czerwca 1738
1. Domenico Silvio Passionei, tytularny arcybiskup Efezu, nuncjusz w Austrii – kardynał prezbiter S. Bernardo alle Terme (tytuł nadany 23 lipca 1738), następnie kardynał prezbiter S. Prassede (17 lutego 1755), kardynał prezbiter S. Lorenzo in Lucina (12 lutego 1759), zm. 5 lipca 1761

## 19 grudnia 1738
1. Silvio Valenti Gonzaga, tytularny arcybiskup Nicei, nuncjusz w Hiszpanii – kardynał prezbiter S. Prisca (tytuł nadany 16 września 1740), następnie kardynał prezbiter S. Callisto (15 maja 1747), kardynał biskup Sabiny (9 kwietnia 1753), zm. 28 sierpnia 1756

## 23 lutego 1739
1. Gaetano Stampa, arcybiskup Mediolanu – kardynał prezbiter S. Alessio (tytuł nadany 16 września 1740), zm. 23 grudnia 1742
2. Pierre Guérin de Tencin, arcybiskup Embrun – kardynał prezbiter Ss. Nereo ed Achilleo (tytuł nadany 20 lipca 1739), zm. 2 marca 1758

## 15 lipca 1739
1. Marcellino Corio, wicekamerling i gubernator Rzymu – kardynał diakon S. Adriano (tytuł nadany 30 września 1739), zm. 20 lutego 1742

## 30 września 1739
Kościoły tytularne zostały nadane 16 listopada 1739
1. Prospero Colonna, audytor Kamery Apostolskiej – kardynał diakon S. Angelo in Pescheria, zm. 4 marca 1743
2. Carlo Maria Sacripante, skarbnik generalny Kamery Apostolskiej – kardynał diakon S. Maria in Aquiro, następnie kardynał diakon S. Maria in Portico (29 maja 1741), kardynał diakon S. Maria ad Martyres (10 kwietnia 1747), kardynał prezbiter S. Anastasia (1 lutego 1751), kardynał biskup Frascati (12 stycznia 1756), zm. 4 listopada 1758